# 杉本章子
杉本 章子（すぎもと あきこ、1953年5月28日 - 2015年12月4日）は、日本の小説家。

## 経歴・人物
福岡県八女郡福島町（現・八女市）生まれ。
八女市立三河小学校、八女市立南中学校、福岡海星女子学院高等学校を経て、ノートルダム清心女子大学文学部国文学科（現・日本語日本文学科）卒業。金城学院大学大学院修士課程修了。
1980年、『男の軌跡』で歴史文学賞佳作入選、作家デビューを果たす。
晩年はがんで余命宣告を受け、ホスピスで執筆を続けた。2015年12月4日、乳がんで死去。62歳没。

## 受賞歴
太字は受賞
- 1979年：『男の軌跡』で第4回歴史文学賞（佳作）
- 1983年：『写楽まぼろし』で第89回直木三十五賞候補
- 1985年：『名主の裔』で第93回直木三十五賞候補
- 1989年：『東京新大橋雨中図』で第100回直木三十五賞受賞
- 1994年：『間諜』で第33回女流文学賞候補
- 2002年：『おすず 信太郎人情始末帖』で第8回中山義秀文学賞受賞

## 著作

### 単著
- 『写楽まぼろし』新人物往来社 1983　のち文春文庫
- 『東京新大橋雨中図』新人物往来社、1988　のち文春文庫
- 『名主の裔』文藝春秋 1989　のち文庫
- 『妖花』新人物往来社 1990　のち文春文庫
- 『爆弾可楽』文藝春秋 1990　のち文庫
- 『間諜 洋妾おむら』中央公論社 1994　のち文庫、文春文庫
- 『残映』文藝春秋 1995　のち文庫
- 信太郎人情始末帖シリーズ　文藝春秋

『おすず』（2001）のち文庫
『狐釣り』2002　のち文庫
『水雷屯』2002　のち文庫
『きずな』2004　のち文庫
『火喰鳥』2006　のち文庫　
『その日』2007　のち文庫　
『銀河祭りの二人』2008　のち文庫
- お狂言師歌吉うきよ暦シリーズ　講談社

『お狂言師歌吉うきよ暦』2005　のち文庫　
『大奥二人道成寺』2008　のち文庫　
『精姫様一条』2011　のち文庫
『カナリア恋唄』2016　
- 『春告鳥　女占い十二カ月』文藝春秋、2010　のち文庫
- 『東京影同心』講談社 2010　のち文庫
- 『起き姫 口入れ屋のおんな』文藝春秋 2015

### 共著
- （宇江佐真理・あさのあつこ）『衝撃を受けた時代小説傑作選』文春文庫 2011